# West Putford
West Putford – wieś i civil parish w Anglii, w Devon, w dystrykcie Torridge. W 2011 civil parish liczyła 321 mieszkańców. West Putford jest wspomniana w Domesday Book (1086) jako Podiford/Podiforda/Poteford/Poteforde/Potaforda/Potafort/Peteforda/Pudeforde/Pudeforda.